# Indiumarsenide
Indium(III)arsenide, InAs of indiummonoarsenide, is een anorganische verbinding van de elementen indium en arseen met de formule {\displaystyle {\ce {InAs}}}. Het is een grijze vaste stof met een smeltpunt van 942 °C.

## Synthese
Indium(III)arsenide kan, bij hoge temperatuur, direct uit de elementen bereid worden:
{\displaystyle {\ce {In\ +\ As\ ->[{\Delta }]\ InAs}}}

## Toepassingen
De stof wordt veel toegepast als smalle-bandgap halfgeleider. Het komt in zijn eigenschappen sterk overeen met galliumarsenide en heeft een directe bandgap van 0,35 eV bij kamertemperatuur.
Daarnaast wordt de stof gebruikt als infraroodsensor in het golflengtegebied van 1–3,8 µm. De sensor is meestal een fotovoltaïsche fotodiode. Cryogeen gekoelde sensors vertonen meestal minder ruis, maar gebruik van {\displaystyle {\ce {InAs}}} maakt grote vermogens en werken bij kamertemperatuur mogelijk.
Diodelasers zijn ook een toepassingsgebied van indium(III)arsenide.
{\displaystyle {\ce {InAs}}} wordt ook gebruikt in de glasvezelcommunicatie die werkt met behulp van terahertzstraling, het gebied waar dit arsenide makkelijk straling uitzendt en ontvangt.
De optisch-elektronische en fononeigenschappen van indium(III)arsenide veranderen weinig in het temperatuurgebied van 0 tot 500 K, de eigenschappen wijzigen wel sterk onder invloed van drukverandering: verhoging van de druk verandert {\displaystyle {\ce {InAs}}} van een directe bandgap halfgeleider in een halfgeleider me een indirecte bandgap.

## Ternaire en quaternaire verbindingen
Indium(III)arsenide wordt soms in combinatie met indium(III)fosfide gebruikt.
Met galliumarsenide vormt het een ternaire halfgeleider: indium gallium arsenide ({\displaystyle {\ce {In_{(x)}Ga_{(1-x)}As}}}); de bandgap van dit materiaal is afhankelijk van de verhouding tussen indium en gallium.
Indium(III)arsenide wordt soms gecombineerd met indium(III)fosfide en Indium(III)antimonide waarbij een quaternaire verbinding ontstaat. Ook hier is de resulterende bandgap afhankelijk van de verhouding van de verschillende samenstellende delen. Dergelijke quaternaire verbindingen zijn onderwerp van theoretische studies geweest naar het druk entemperatuureffect in deze stoffen.
Kwantumstip, of quantumdots kunnen gemaakt worden in een monolaag indium(III)arsenide op indium(III)fosfide of gallium(III)arsenide. Het verschil in de exacte dimensies van de kristallen leidt tot spanningen in de monolaag, die op hun beurt leiden tot de kwantumstippen. Deze structuren kunnen ook gevormd worden in indium-galliumarsenide, waarin indiumarsenide voorkomt in  een galliumarsenide-matrix.